# Polling im Innkreis
Polling im Innkreis osztrák község Felső-Ausztria Braunau am Inn-i járásában. 2019 januárjában 988 lakosa volt. 

## Elhelyezkedése

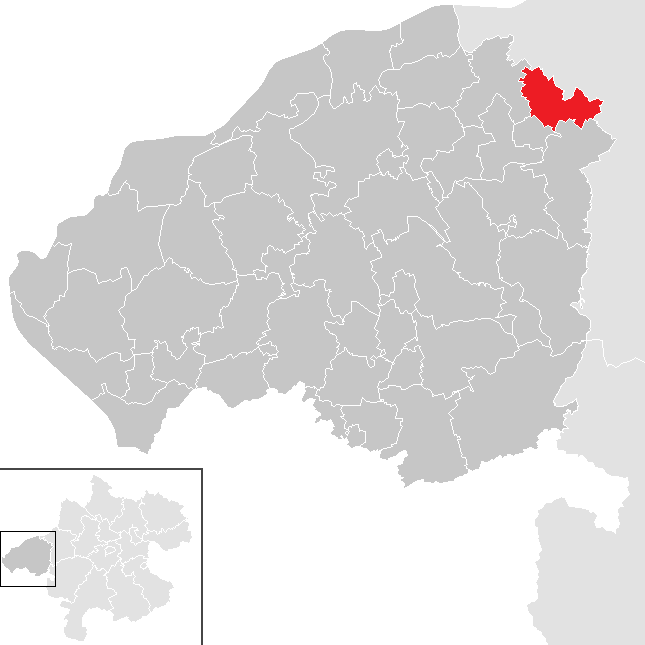
Polling im Innkreis a Braunau am Inn-i járásban

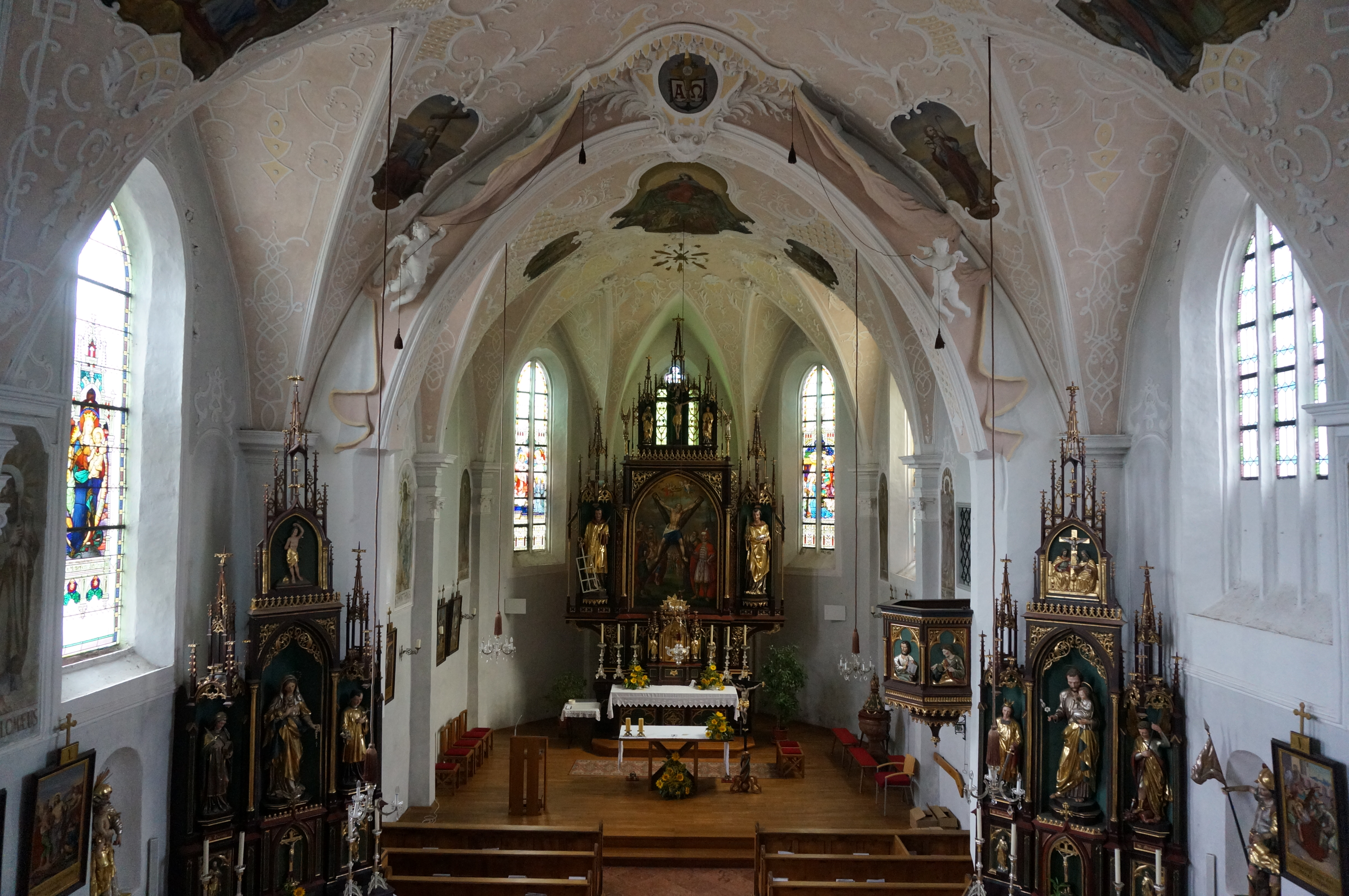
A templom belső tere

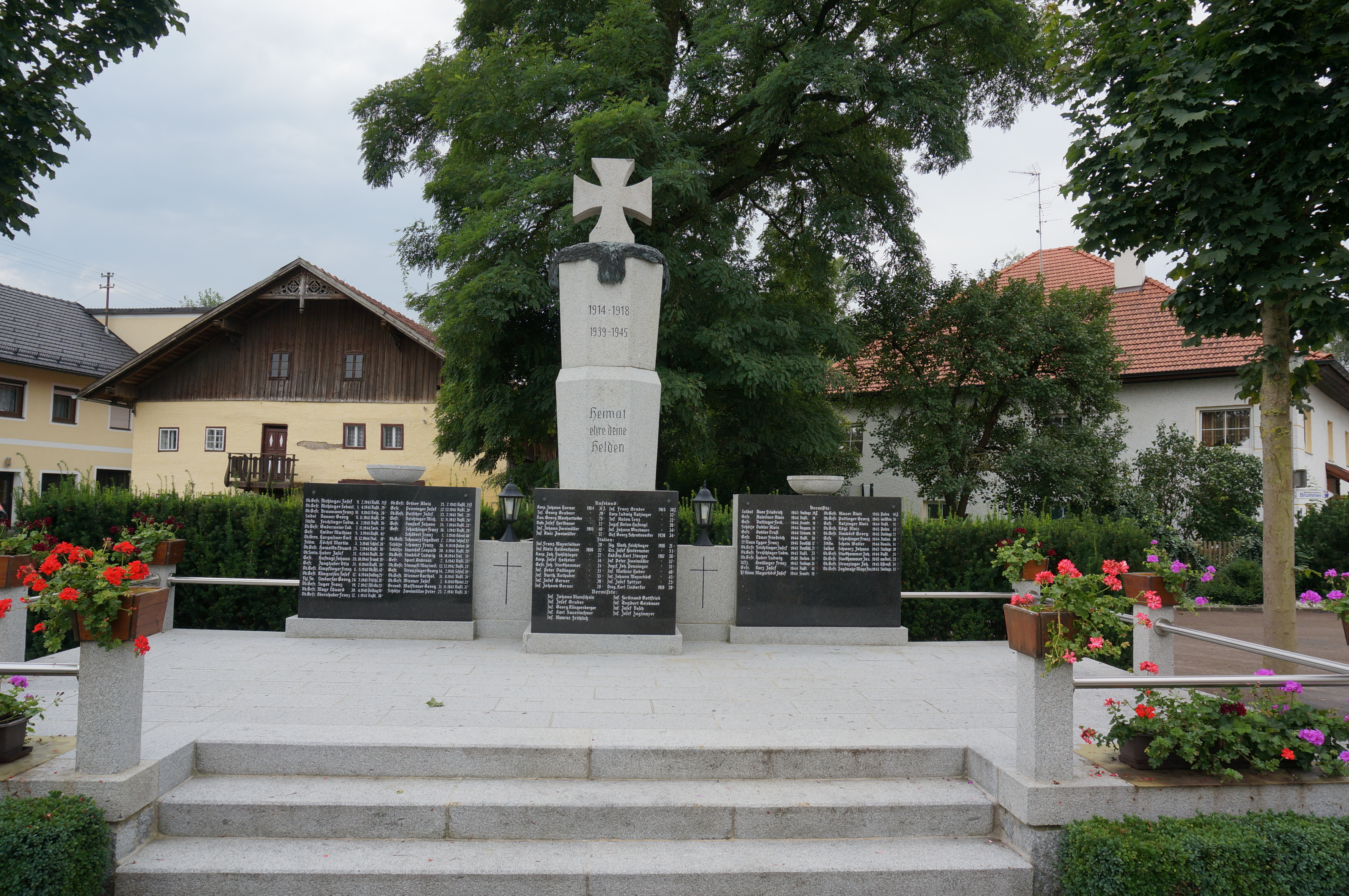
A világháborús emlékmű

Polling im Innkreis Felső-Ausztria Innviertel régiójában fekszik az Innvierteli-dombságon, a Waldzeller Ache folyó mentén. Területének 9,9%-a erdő, 84,8% áll mezőgazdasági művelés alatt. Az önkormányzat 8 településrészt és falut egyesít: Aigelsberg (61 lakos 2018-ban), Altenaichet (36), Graham (23), Holzerding (36), Imolkam (184), Ornading (96), Polling im Innkreis (496) és Remoneuberg (56).
A környező önkormányzatok: délre Aspach, délkeletre Sankt Veit im Innkreis, északnyugatra Altheim, északra Geinberg, északkeletre Gurten, keletre Kirchheim im Innkreis.

## Története
Polling alapításától kezdve egészen 1779-ig Bajorországhoz tartozott, amikor azonban a bajor örökösödési háborút lezáró tescheni béke következtében a teljes Innviertel Ausztriához került át. A napóleoni háborúk során 1809-ben a régiót a franciákkal szövetséges Bajorország visszakapta, majd Napóleon bukása után ismét Ausztriáé lett. A középkori eredetű imolkami kastélyt az 1830-as években lebontották.  
A köztársaság 1918-as megalakulásakor Pollingot Felső-Ausztria tartományhoz sorolták. Miután Ausztria 1938-ban csatlakozott a Német Birodalomhoz, az Oberdonaui gau része lett. A második világháború után a község visszakerült Felső-Ausztriához.  

## Lakosság
A Polling im Innkreis-i önkormányzat területén 2019 januárjában 988 fő élt. A lakosságszám 1991 óta gyarapodó tendenciát mutat. 2016-ban a helybeliek 93,5%-a volt osztrák állampolgár; a külföldiek közül 0,9% a régi (2004 előtti), 4,1% az új EU-tagállamokból érkezett. 2001-ben a lakosok 92,4%-a római katolikusnak, 4,1% mohamedánnak, 2,1% pedig felekezeten kívülinek vallotta magát. Ugyanekkor a legnagyobb nemzetiségi csoportot a német (95,5%) mellett a horvátok alkották 2%-kal.
A lakosság számának változása:

| 2016 | 946 |
| 2018 | 997 |

## Látnivalók
- a késő gótikus Szt. András-plébániatemplom 1485-ben épült

## Fordítás
- Ez a szócikk részben vagy egészben  a   Polling im Innkreis című német Wikipédia-szócikk ezen változatának fordításán alapul.  Az eredeti cikk szerkesztőit annak laptörténete sorolja fel. Ez a jelzés csupán a megfogalmazás eredetét és a szerzői jogokat jelzi, nem szolgál a cikkben szereplő információk forrásmegjelöléseként.